# Lamberti Sorrentino
Lamberti Sorrentino (Sala Consilina, 16 novembre 1899 – Grottaferrata, 9 maggio 1993) è stato un giornalista, rivoluzionario e critico letterario italiano. Fu volontario militare durante la prima guerra mondiale.

## Biografia
A sei anni si trasferì con la famiglia, prima in Sicilia, poi a Matera. A Napoli, ospitato da una zia, frequentò l'istituto tecnico, assiduo nell'attività di palestra e nella biblioteca nazionale. Si sposò due volte, ed ebbe due figlie.

### Carriera
Terminata la grande guerra, in cui era stato sottotenente, partecipò alla presa della città di Fiume, come seguace di D'Annunzio, con cui più volte entrò in contrasto, a causa della sua tempra di ribelle. Congedatosi, passò a suo dire «un anno pessimo» a Sala Consilina. Era amico di Luigi Bakunin, figlio del rivoluzionario Michail Bakunin. La sua carriera giornalistica iniziò come corrispondente per il quotidiano Roma, scrivendo articoli di critica letteraria.

### In America latina e il ritorno in Italia
Avrebbe voluto emigrare in Congo Belga, ma dal 1923 si recò in Brasile, a San Paolo, dove si fece coinvolgere dall'ondata rivoluzionaria, vivendo per sei mesi nella foresta vergine. La rivoluzione venne repressa, e Lamberti fuggì in Argentina (ospitato dal professore anarchico Emilio Zuccarini) poiché era stato condannato a morte in contumacia. Si stabilì lì, dopo essersi sposato, cominciò a scrivere per il quotidiano La Nacion, con articoli in cui raccontava la «grande avventura» delle pampas. Come raccontò Indro Montanelli, venne chiamato dai suoi colleghi «il pampero». Collaborò alla «Patria degli Italiani» e divenne poi redattore capo de «Il Mattino d'Italia». Successivamente collaborò per come inviato speciale con grandi reportage in Italia e all'estero per il settimanale «Epoca», fondato anche da Mondadori nel 1950. Partecipò come attore in Domani è un altro giorno, accanto ad Anna Maria Ferrero e Arnoldo Foà.
Al suo ritorno, cominciò un'attività giornalistica assidua per il regime, come corrispondente durante le guerre di Etiopia, Spagna e Albania. "In Africa Orientale fondò il Corriere Sudetiopico; dalla Spagna, quale responsabile dei servizi giornalistici italiani, oltre che per la carta stampata, firmò servizi anche per la radio. Dalla fine degli anni trenta scrisse per Il Telegrafo di Giovanni Ansaldo, il Tempo e l'omonima rivista della Mondadori, diretta da Indro Montanelli. Fu tra i primi giornalisti «a recarsi di persona nelle retrovie e sui campi di battaglia» durante le campagne d'Africa e Russia, nella seconda guerra mondiale, di cui previde la sconfitta dei tedeschi e i futuri cambiamenti dell'Urss. Proprio di ritorno dalla Russia fu catturato dalla Gestapo e trattenuto nel campo di concentramento di Mauthausen: fu liberato dagli Americani nel 1945. Fu molto amico del genero di Mussolini, il conte Ciano, che lo cita nei suoi Diari. "A lui va il merito di aver creato il ”fototesto”, ovvero quel particolare spazio in cui ciò che l'articolo non dice viene narrato dalle immagini."
Successivamente dal 1960 al 1961 fu corrispondente Rai dal Canada. Morto a Grottaferrata, venne sepolto, per suo volere nel cimitero cittadino di Sala Consilina.

## Opere
- Tropico (dramma in memoria della moglie Susy).
- Questa Spagna (1939)
- Isba e steppa (1947)
- Io soldato d'Europa (1953)
- Pechino contro Mosca (1960)
- Che Guevara è morto a Cuba (1972)
- Sognare a Mauthausen (1978)
- Da Bel Ami a Lili Marlene[5] (1980)

## Filmografia
- Domani è un altro giorno, regia di Léonide Moguy (1951) (Se stesso)

## Nella cultura
- A lui sono state dedicate quattro edizioni del Premio giornalistico «Cronisti di guerra».[2]